# Dennis John Carr
Prof. Dr. Dennis John Carr (1915 - 2008) fue un polímata, profesor, botánico, briólogo inglés.

## Biografía
Era tercer hijo de James Edward Cahill y de Elizabeth Brindley, y el más joven de seis hermanos. Asistió al "North Staffordshire Technical College" para estudiar las asignaturas de ciencias para la Licenciatura de grado, en Londres. En 1940, fue convocado a la RAF, como ajustador de estructuras de aviones e instructor. En 1942, ingresó a la "3226 Dependencia de Servicios de Comando", y participó en el desembarco en Sicilia, en Salerno. Volvió a Inglaterra en 1945 y tras la desmovilización reanudó temporalmente el trabajo en la "Cía. Municipal de Electricidad en Stoke-on-Trent", antes de comenzar un curso de tres años en la Universidad de Mánchester con la ayuda de un exmilitar. Obtuvo su M.Sc. en 1948, y su doctorado en 1952. Después de graduarse, solicitó una "Lecturership Senior en Botánica" en la Universidad de Melbourne; trasladándose a Australia para ocupar ese puesto en 1953.
En 1955, se casa con su colega Stella Grace Maisie Fawcett.
En 1958, ganó su candidatura para el puesto de profesor en la Universidad de Queens, en Belfast. Y en 1959 Denis y Maisie dejan Belfast, para asumir él la Cátedra de Botánica, y Maisie inició una "Beca de Investigación" en Queens.
En 1967, Denis obtiene el puesto de profesor en la "Universidad Nacional de Australia", una Fundación en la recién creada "Escuela de Investigación de Ciencias Biológicas", en el "Instituto de Estudios Avanzados". Denis y Maisie llegaron a Canberra a principios de 1968, y Denis además estableció el "Departamento de Desarrollo y Biología Celular", trabajando extensamente sobre la biología evolutiva y taxonomía de los eucaliptos.
Tras la muerte de su mujer, en 1988, siguió una vida activa, comprometida, equilibrando sus intereses de investigación con otros de polímata, incluyendo la lectura de ciencia, filosofía, asuntos públicos, literatura, e idiomas: alemán, italiano, francés y latín. Se involucró con una amplia gama de personas de todas las clases sociales.
Publicó numerosos trabajos en revistas científicas y colaboró con su esposa en trabajos sobre eucaliptos. Coincidiendo con el Congreso Internacional de Botánica en Sídney, en 1981, editó y escribió dos volúmenes de ensayos históricos sobre la botánica australiana: People and Plants in Australia (Pueblos y plantas en Australia), y Plants and Man in Australia (Las plantas y el hombre en Australia). También publicó dos libros: Eucalyptus 1, Eucalyptus 2

## Honores

### Epónimos
Más de 90 especies lo honran con su epónimo, como:
- (Myristicaceae) Myristica carrii J.Sinclair[2]
- (Myrtaceae) Melaleuca carrii Craven[3]
- (Myrtaceae) Syzygium carrii T.G.Hartley & L.M.Perry[4]
- (Orchidaceae) Acriopsis carrii Holttum[5]
- (Orchidaceae) Anacheilium carrii (V.P.Castro & Campacci) Withner & P.A.Harding[6]
- (Orchidaceae) Australorchis carrii (Rupp & C.T.White) D.L.Jones & M.A.Clem.[7]
- (Rutaceae) Acronychia carrii T.G.Hartley[8]
- (Rutaceae) Melicope carrii T.G.Hartley[9]
- (Thelypteridaceae) Sphaerostephanos carrii Holttum[10]

- La abreviatura «D.J.Carr» se emplea para indicar a Dennis John Carr como autoridad en la descripción y clasificación científica de los vegetales.[11]